# Linda Caron
[
Pour les articles homonymes, voir Caron.
Linda Caron est une traductrice, entrepreneure et femme politique québécoise. Elle est élue députée à l'Assemblée nationale du Québec lors de l'élection générale québécoise de 2022. Elle représente la circonscription de La Pinière pour le Parti libéral du Québec. 

## Biographie
Elle est candidate dans Vachon aux élections de 2018. Elle est défaite par Ian Lafrenière.
Elle est élue députée en 2022 dans la circonscription de La Pinière.

## Résultats électoraux
|                                                                                               | Nom                    | Parti                    | Nombre de voix | %      | Maj.  |
| --------------------------------------------------------------------------------------------- | ---------------------- | ------------------------ | -------------- | ------ | ----- |
|                                                                                               | Linda Caron            | Libéral                  | 12 688         | 38,5 % | 2 416 |
|                                                                                               | Samuel Gatien          | Coalition avenir         | 10 272         | 31,2 % | -     |
|                                                                                               | Tzarevna Bratkova      | Conservateur             | 3 345          | 10,2 % | -     |
|                                                                                               | Jean-Claude Mugaba     | Québec solidaire         | 3 301          | 10 %   | -     |
|                                                                                               | Suzanne Gagnon         | Parti québécois          | 2 577          | 7,8 %  | -     |
|                                                                                               | Ryan Akshay Newbergher | Vert                     | 396            | 1,2 %  | -     |
|                                                                                               | Donna Pinel            | Parti canadien du Québec | 371            | 1,1 %  | -     |
| Total                                                                                         | Total                  | Total                    | 32 950         | 100 %  |       |
| Le taux de participation lors de l'élection était de 59,9 % et 301 bulletins ont été rejetés. |                        |                          |                |        |       |

|                                                                                               | Nom                | Parti               | Nombre de voix | %      | Maj.  |
| --------------------------------------------------------------------------------------------- | ------------------ | ------------------- | -------------- | ------ | ----- |
|                                                                                               | Ian Lafrenière     | Coalition avenir    | 15 625         | 43,6 % | 8 089 |
|                                                                                               | Linda Caron        | Libéral             | 7 536          | 21 %   | -     |
|                                                                                               | Patrick Ney        | Parti québécois     | 6 106          | 17 %   | -     |
|                                                                                               | André Vincent      | Québec solidaire    | 5 194          | 14,5 % | -     |
|                                                                                               | Ian Lecourtois     | NPD Québec          | 453            | 1,3 %  | -     |
|                                                                                               | Lise des Greniers  | Conservateur        | 436            | 1,2 %  | -     |
|                                                                                               | Hugo Bluntss       | Bloc pot            | 278            | 0,8 %  | -     |
|                                                                                               | Stéphane Marginean | Citoyens au pouvoir | 200            | 0,6 %  | -     |
| Total                                                                                         | Total              | Total               | 35 828         | 100 %  |       |
| Le taux de participation lors de l'élection était de 70,9 % et 676 bulletins ont été rejetés. |                    |                     |                |        |       |